# Andrea Micheletti
Andrea Micheletti, född 22 juni 1991, är en italiensk roddare.
Micheletti tävlade för Italien vid olympiska sommarspelen 2016 i Rio de Janeiro, där han tillsammans med Marcello Miani slutade på 8:e plats i lättvikts-dubbelsculler.